# Барковский, Леонид Михайлович
Леони́д Миха́йлович Барко́вский (или Борко́вский; укр. Леонід Михайлович Барковський; род. 13 декабря 1940, Свободное, Хабаровский край) — советский прыгун в длину и спринтер, чемпион и призёр чемпионатов СССР, серебряный призёр Европейских легкоатлетических игр. Принимал участие в XVIII летних Олимпийских играх в Токио, XIX летних Олимпийских играх в Мехико и XX Летних Олимпийских играх в Мюнхене.

## Биография
Леонид Борковский начал заниматься спортом в 1957 году, с 1963 в сборной СССР. Десять лет он стабильно показывал результаты международного уровня. Личный рекорд — 8,06 (1972) — установил в 31 год, тогда же стал чемпионом СССР. Прыгал он стилем «бег по воздуху», сперва 3,5 шага; затем более подходящие ему 2,5. Борковский играл на гитаре, и на тренировочных сборах часто исполнял песню собственного сочинения «Запасная нога».
Умер 29 марта 2013 года.

## Результаты

### Соревнования
квалификация
| Год  | Соревнования                   | Город    | Дисциплина     | Дата        | Результат | Место        | Видео |
| ---- | ------------------------------ | -------- | -------------- | ----------- | --------- | ------------ | ----- |
| 1964 | Олимпийские игры               | Токио    | прыжки в длину | 14 октября  | 7,39 NQ   | 15           |       |
| 1966 | Чемпионат Европы               | Будапешт | прыжки в длину | 30 августа  | 7,55 Q    | 5            |       |
| 1966 | Чемпионат Европы               | Будапешт | прыжки в длину | 31 августа  | 7,74      | 4            |       |
| 1967 | Чемпионат Европы (в помещении) | Прага    | прыжки в длину | 11 марта    | 7,69 q    | 2            |       |
| 1967 | Чемпионат Европы (в помещении) | Прага    | прыжки в длину | 12 марта    | 7,85      | II           |       |
| 1968 | Олимпийские игры               | Мехико   | прыжки в длину | 17 октября  | 7,70 Q    | 8 (группа A) |       |
| 1968 | Олимпийские игры               | Мехико   | прыжки в длину | 18 октября  | 7,90      | 11           |       |
| 1969 | Чемпионат Европы               | Афины    | прыжки в длину | 17 сентября | 7,79 Q    | 3            |       |
| 1969 | Чемпионат Европы               | Афины    | прыжки в длину | 18 сентября | 8,02      | 5            |       |
| 1970 | Чемпионат Европы (в помещении) | Вена     | прыжки в длину | 15 марта    | 7,68      | 8            |       |
| 1972 | Олимпийские игры               | Мюнхен   | прыжки в длину | 8 сентября  | 7,98 Q    | 3 (группа A) |       |
| 1972 | Олимпийские игры               | Мюнхен   | прыжки в длину | 9 сентября  | 7,75      | 8            |       |

1. ↑  ветер +2,4
2. ↑  или 7,69[4][уточнить]

| Год  | Соревнование        | Город          | Дисциплина            | Дата           | Результат | Место |
| ---- | ------------------- | -------------- | --------------------- | -------------- | --------- | ----- |
| 1963 | Спартакиада         | Москва         | прыжки в длину        | 9—15 августа   | 7,70      | II    |
| 1964 | Чемпионат СССР      | Киев           | прыжки в длину        | 27—30 августа  | 7,97      | II    |
| 1964 | Чемпионат СССР      | Киев           | эстафета 4×100 метров | 27—30 августа  | 40,3      | II    |
| 1965 | Чемпионат СССР      | Алма-Ата       | прыжки в длину        | 14—17 октября  | 7,77      | II    |
| 1966 | Чемпионат Австралии | Перт           | прыжки в длину        | 26 марта       | 7,99      | I     |
| 1966 | Чемпионат СССР      | Днепропетровск | прыжки в длину        | 12—14 августа  | 7,77      | III   |
| 1967 | Спартакиада         | Москва         | прыжки в длину        | 28 июля        | 7,53      | 4     |
| 1968 | Чемпионат СССР      | Ленинакан      | прыжки в длину        | 17 августа     | 7,91      | II    |
| 1969 | Чемпионат СССР      | Киев           | прыжки в длину        | 17—20 августа  | 7,81      | II    |
| 1969 | Кубок СССР          | Нальчик        | прыжки в длину        | 10—12 октября  | 7,84      | 1     |
| 1970 | Чемпионат СССР      | Минск          | прыжки в длину        | 12—14 сентября | 7,84      | III   |
| 1971 | Спартакиада         | Москва         | прыжки в длину        | 18 июля        | 7,81      | II    |
| 1972 | Чемпионат СССР      | Москва         | прыжки в длину        | 18 июля        | 8,06 PB   | I     |
| 1973 | Чемпионат СССР      | Москва         | прыжки в длину        | 10—14 июля     | 7,39      | 5     |

1. ↑  Состав команды: Слава Прохоровский, Анатолий Грудинин, Леонид Барковский, Герман Климов
2. ↑  или 7,50[уточнить]
3. ↑  квалификация 7,42[уточнить]